# Benslimane (stad)
Ben Slimane is een stad in Marokko en is de hoofdplaats van de provincie Ben Slimane.
In 2014 telde Ben Slimane 57.541 inwoners.